# Dellach im Drautal
Dellach im Drautal es una ciudad en el distrito de Spittal an der Drau en el estado de Carintia en Austria. En 2005 tenía una población de 1.728 habitantes.